# Echipa națională de fotbal a Moldovei
Echipa națională de fotbal a Moldovei este selecționata națională de fotbal masculin a Republicii Moldova, care reprezintă țara în competițiile fotbalistice internaționale. Echipa națională a fost formată după desființarea Uniunii Sovietice și obținerea independenței Republicii Moldova, și se află sub controlul Federației Moldovenești de Fotbal. Primul meci jucat a fost împotriva naționalei de fotbal a Georgiei pe 2 iulie 1991, la Tbilisi, o înfrângere scor 2–4.

## Istoric

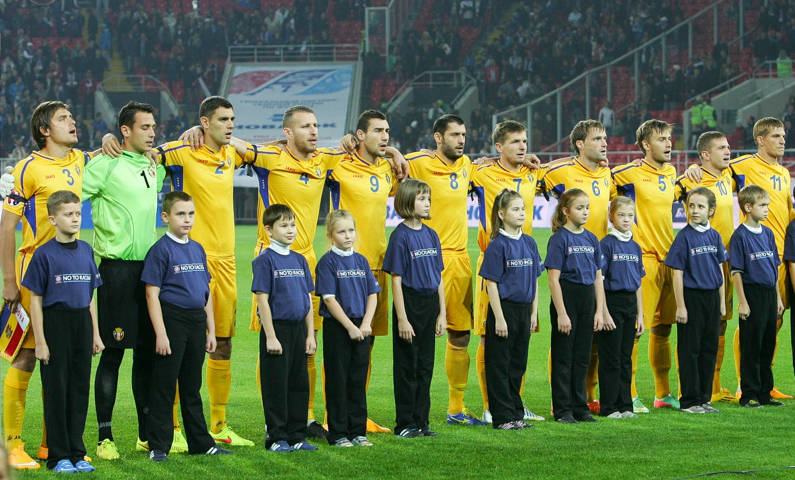
Naționala Moldovei la Moscova, în meciul contra Rusiei (12 octombrie 2014)

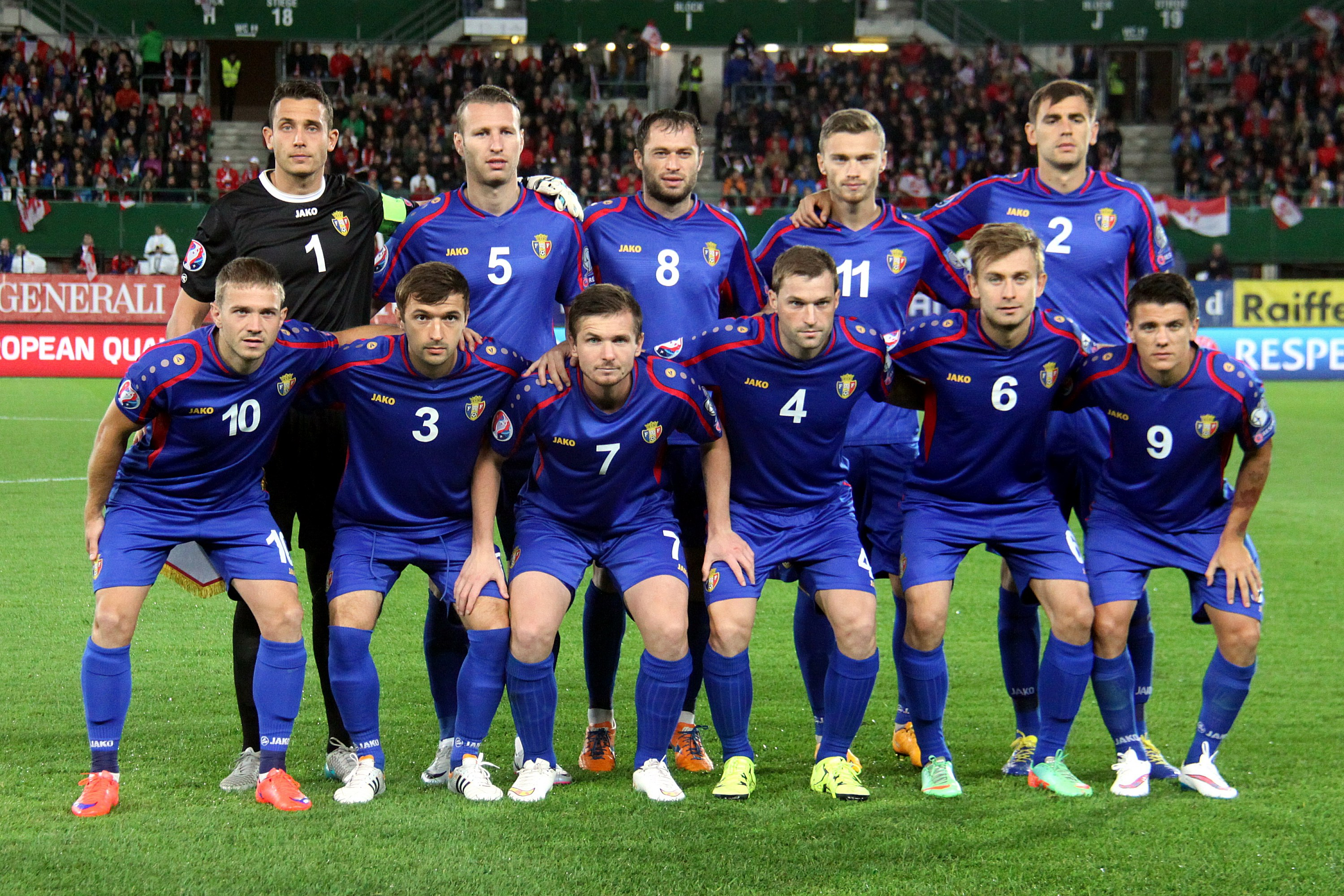
Echipa națională a Moldovei (2015)

În timpul preliminariilor pentru Euro '96 s-au obținut cele mai bune rezultate ale selecționatei Moldovei din perioada anilor 90′. Pe 7 septembrie 1994 au învins Georgia la Tbilisi cu golul marcat de Igor Oprea. A doua victorie a fost obținută o lună mai târziu când au învins Țara Galilor cu 3–2 la Chișinău, golurile fiind înscrise de Sergiu Secu, Serghei Belous, și Valerii Pogorelov. Dar, nu au reușit să mențină un bun curs, terminând pe o poziție dezamăgitoare.
În anii 2000, Moldova și-a continuat evoluțiile în același ritm. Totuși a reușit să obțină câteva rezultate importante și neașteptate. Un mare succes avu loc pe 7 iunie 2003, când Moldova reușea o victorie cu 1-0 în meciul cu Austria, din preliminariile Euro 2004. Peste 3 luni naționala Moldovei reușește să bată și Belarusul cu 2–1, la Chișinău. O altă victorie importantă a avut loc în 2005, la fel în fața Belarusului, la Chișinău, de data asta scorul fiind de 2–0. Pe 17 noiembrie 2007 vine și cea mai importantă performanță a selecționatei Moldovei de până atunci, reușindu-se o victorie răsunătoare cu 3–0 în fața Ungariei, la Chișinău. Meciul conta pentru preliminariile Campionatului European de Fotbal 2008. După acel meci a urmat o serie de rezultate neînsemnate, până la victoria mai categorică cu 4–1 în fața Armeniei, într-un meci amical jucat în 2009 la Erevan.
În anii 2010, rezultatele Moldovei rămân a fi mediocre. Cu toate acestea la finele lui 2012 Moldova a remizat cu Ucraina la Chișinău, după care în octombrie 2013 zdrobește Muntenegru cu scorul de 5–2 în deplasare, cu asta încheind campania preliminară pentru Campionatul Mondial de Fotbal din 2014, unde s-a clasat pe penultimul loc din grupă.
Pe 12 octombrie 2014, surprinzător, Moldova a reușit să obțină o remiză, scor 1–1, în fața Rusiei, condusă de Fabio Capello, la Moscova, pe stadionul Lujniki.
Pe 15 noiembrie 2014 naționala Moldovei a suferit o înfrângere rușinoasă, scor 0–1, pe teren propriu, în fața modestei echipe a Liechtensteinului.
Pe 21 septembrie 2015, selecționerul Alexandru Curtianu și-a dat demisia de la echipa națională.
Din decembrie 2021, selecționerul naționalei Moldovei este Serghei Cleșcenco.

## Sumar evoluții

### Cupa Mondială FIFA
| Evoluții la Campionatul Mondial de Fotbal | Evoluții la Campionatul Mondial de Fotbal | Evoluții la Campionatul Mondial de Fotbal | Evoluții la Campionatul Mondial de Fotbal | Evoluții la Campionatul Mondial de Fotbal | Evoluții la Campionatul Mondial de Fotbal | Evoluții la Campionatul Mondial de Fotbal | Evoluții la Campionatul Mondial de Fotbal | Evoluții la Campionatul Mondial de Fotbal |
| Ediția                                    | Runda                                     | Poziția                                   | MJ                                        | V                                         | E                                         | Î                                         | GM                                        | GP                                        |
| ----------------------------------------- | ----------------------------------------- | ----------------------------------------- | ----------------------------------------- | ----------------------------------------- | ----------------------------------------- | ----------------------------------------- | ----------------------------------------- | ----------------------------------------- |
| 1930–1938                                 | Parte din România                         | Parte din România                         | Parte din România                         | Parte din România                         | Parte din România                         | Parte din România                         | Parte din România                         | Parte din România                         |
| 1950–1990                                 | Parte din Uniunea Sovietică               | Parte din Uniunea Sovietică               | Parte din Uniunea Sovietică               | Parte din Uniunea Sovietică               | Parte din Uniunea Sovietică               | Parte din Uniunea Sovietică               | Parte din Uniunea Sovietică               | Parte din Uniunea Sovietică               |
| 1998                                      | Preliminarii                              | 5/5                                       | 8                                         | 0                                         | 0                                         | 8                                         | 2                                         | 21                                        |
| 2002                                      | Preliminarii                              | 5/6                                       | 10                                        | 1                                         | 3                                         | 6                                         | 6                                         | 20                                        |
| 2006                                      | Preliminarii                              | 6/6                                       | 10                                        | 1                                         | 2                                         | 7                                         | 5                                         | 16                                        |
| 2010                                      | Preliminarii                              | 6/6                                       | 10                                        | 0                                         | 3                                         | 7                                         | 6                                         | 18                                        |
| 2014                                      | Preliminarii                              | 5/6                                       | 10                                        | 3                                         | 2                                         | 5                                         | 12                                        | 17                                        |
| 2018                                      | Preliminarii                              | 6/6                                       | 10                                        | 0                                         | 2                                         | 8                                         | 4                                         | 23                                        |
| 2022                                      | Preliminarii                              | 6/6                                       | 10                                        | 0                                         | 1                                         | 9                                         | 5                                         | 30                                        |
| 2026                                      |                                           | /5                                        | 3                                         | 0                                         | 0                                         | 3                                         | 2                                         | 10                                        |
| 2030                                      |                                           |                                           |                                           |                                           |                                           |                                           |                                           |                                           |
| 2034                                      |                                           |                                           |                                           |                                           |                                           |                                           |                                           |                                           |
| Total                                     | 0/8                                       | 0/8                                       | 71                                        | 5                                         | 13                                        | 53                                        | 42                                        | 155                                       |

### UEFA Euro
| Evoluții la Campionatul European de Fotbal | Evoluții la Campionatul European de Fotbal | Evoluții la Campionatul European de Fotbal | Evoluții la Campionatul European de Fotbal | Evoluții la Campionatul European de Fotbal | Evoluții la Campionatul European de Fotbal | Evoluții la Campionatul European de Fotbal | Evoluții la Campionatul European de Fotbal | Evoluții la Campionatul European de Fotbal |
| Ediția                                     | Runda                                      | Poziția                                    | MJ                                         | V                                          | E                                          | Î                                          | GM                                         | GP                                         |
| ------------------------------------------ | ------------------------------------------ | ------------------------------------------ | ------------------------------------------ | ------------------------------------------ | ------------------------------------------ | ------------------------------------------ | ------------------------------------------ | ------------------------------------------ |
| 1960–1988                                  | Parte din Uniunea Sovietică                | Parte din Uniunea Sovietică                | Parte din Uniunea Sovietică                | Parte din Uniunea Sovietică                | Parte din Uniunea Sovietică                | Parte din Uniunea Sovietică                | Parte din Uniunea Sovietică                | Parte din Uniunea Sovietică                |
| 1992                                       | Parte din CSI                              | Parte din CSI                              | Parte din CSI                              | Parte din CSI                              | Parte din CSI                              | Parte din CSI                              | Parte din CSI                              | Parte din CSI                              |
| 1996                                       | Preliminarii                               | 4/6                                        | 10                                         | 3                                          | 0                                          | 7                                          | 11                                         | 27                                         |
| 2000                                       | Preliminarii                               | 5/5                                        | 8                                          | 0                                          | 4                                          | 4                                          | 7                                          | 17                                         |
| 2004                                       | Preliminarii                               | 4/5                                        | 8                                          | 2                                          | 0                                          | 6                                          | 5                                          | 19                                         |
| 2008                                       | Preliminarii                               | 5/7                                        | 12                                         | 3                                          | 3                                          | 6                                          | 12                                         | 19                                         |
| 2012                                       | Preliminarii                               | 5/6                                        | 10                                         | 3                                          | 0                                          | 7                                          | 12                                         | 16                                         |
| 2016                                       | Preliminarii                               | 6/6                                        | 10                                         | 0                                          | 2                                          | 8                                          | 4                                          | 16                                         |
| 2020                                       | Preliminarii                               | 6/6                                        | 10                                         | 1                                          | 0                                          | 9                                          | 4                                          | 26                                         |
| 2024                                       | Preliminarii                               | 4/5                                        | 8                                          | 2                                          | 4                                          | 2                                          | 7                                          | 10                                         |
| 2028                                       |                                            |                                            |                                            |                                            |                                            |                                            |                                            |                                            |
| 2032                                       |                                            |                                            |                                            |                                            |                                            |                                            |                                            |                                            |
| Total                                      | 0/8                                        | 0/8                                        | 76                                         | 14                                         | 13                                         | 49                                         | 62                                         | 150                                        |

### Liga Națiunilor UEFA
| Evoluții în Liga Națiunilor | Evoluții în Liga Națiunilor | Evoluții în Liga Națiunilor | Evoluții în Liga Națiunilor | Evoluții în Liga Națiunilor | Evoluții în Liga Națiunilor | Evoluții în Liga Națiunilor | Evoluții în Liga Națiunilor | Evoluții în Liga Națiunilor | Evoluții în Liga Națiunilor | Evoluții în Liga Națiunilor |
| Ediția                      | Divizia                     | Poziția                     | MJ                          | V                           | E                           | Î                           | GM                          | GP                          | P/R                         | L                           |
| --------------------------- | --------------------------- | --------------------------- | --------------------------- | --------------------------- | --------------------------- | --------------------------- | --------------------------- | --------------------------- | --------------------------- | --------------------------- |
| 2018–19                     | D                           | 3/4                         | 6                           | 2                           | 3                           | 1                           | 4                           | 5                           | Rise                        | 48                          |
| 2020–21                     | C                           | 4/4                         | 8                           | 1                           | 1                           | 6                           | 3                           | 13                          | Fall                        | 48                          |
| 2022–23                     | D                           | 2/4                         | 6                           | 4                           | 1                           | 1                           | 10                          | 6                           | Same position               | 51                          |
| 2024–25                     | D                           | 1/3                         | 4                           | 3                           | 0                           | 1                           | 5                           | 1                           | Rise                        | 49                          |
| 2026–27                     | C                           |                             |                             |                             |                             |                             |                             |                             |                             |                             |
| Total                       | Total                       | Total                       | 24                          | 10                          | 5                           | 9                           | 22                          | 25                          |                             |                             |

## Rezultate și program
Rezultatele recente și programul meciurilor viitoare ale naționalei Moldovei.

### 2024
| 10 octombrie 2024 2024–25 Liga Națiunilor UEFA D | Moldova                   | 2–0    | Andorra | Chișinău, Moldova                                                             |  |
|                                                  | Ioniță 31' Cojocaru 90+5' | Raport |         | Stadion: Stadionul Zimbru Spectatori: 6,442 Arbitru: Miloš Milanović (Serbia) |  |

| 13 octombrie 2024 2024–25 Liga Națiunilor UEFA D | Malta            | 1–0    | Moldova | Ta' Qali, Malta                                                            |  |
|                                                  | Teuma 87' (pen.) | Raport |         | Stadion: Grawnd Nazzjonali Spectatori: 5,754 Arbitru: John Brooks (Anglia) |  |

| 16 noiembrie 2024 2024–25 Liga Națiunilor UEFA D | Andorra | 0–1    | Moldova          | Andorra la Vella, Andorra                                                   |  |
|                                                  |         | Raport | Postolachi 90+2' | Stadion: Estadi Nacional Spectatori: 984 Arbitru: Bulat Sariyev (Kazahstan) |  |

| 19 noiembrie 2024 Amical | Gibraltar        | 1–1    | Moldova    | Europa Point, Gibraltar                                                                |  |
|                          | Walker 68' (pen) | Raport | Mudrac 40' | Stadion: Stadionul Europa Point Spectatori: 580 Arbitru: Antoine Chiaramonti (Andorra) |  |

### 2025
| 22 martie 2025Calificările CM 2026 | Moldova | 0–5    | Norvegia                                                   | Chișinău, Moldova                                                         |  |
|                                    |         | Raport | Ryerson 5' Haaland 23' Aasgaard 38' Sørloth 43' Dønnum 69' | Stadion: Stadionul Zimbru Spectatori: 9,342 Arbitru: Matej Jug (Slovenia) |  |

| 25 martie 2025Calificările CM 2026 | Moldova                       | 2–3    | Estonia                           | Chișinău, Moldova                                                             |  |
|                                    | Nicolaescu 67' Caimacov 90+1' | Raport | Peetson 19' Sappinen 30' Käit 70' | Stadion: Stadionul Zimbru Spectatori: 6,112 Arbitru: Lawrence Visser (Belgia) |  |

| 6 iunie 2025 Amical | Polonia            | 2–0    | Moldova | Chorzów, Polonia                                                             |  |
|                     | Cash 30' Slisz 88' | Raport |         | Stadion: Stadion Śląski Spectatori: 36,357 Arbitru: David Dickinson (Scoția) |  |

| 9 iunie 2025Calificările CM 2026 | Italia                     | 2–0    | Moldova | Reggio Emilia, Italia                                                                         |  |
|                                  | Raspadori 40' Cambiaso 50' | Raport |         | Stadion: Mapei Stadium-Città del Tricolore Spectatori: 18,771 Arbitru: Urs Schnyder (Elveția) |  |

| 5 septembrie 2025Calificările CM 2026 | Moldova | v      | Israel | Chișinău, Moldova         |  |
|                                       |         | Raport |        | Stadion: Stadionul Zimbru |  |

| 9 septembrie 2025Calificările CM 2026 | Norvegia | v      | Moldova | Oslo, Norvegia            |  |
|                                       |          | Raport |         | Stadion: Ullevaal Stadion |  |

| 9 octombrie 2025 Amical | România | v      | Moldova | București, România       |  |
|                         |         | Raport |         | Stadion: Arena Națională |  |

| 14 octombrie 2025Calificările CM 2026 | Estonia | v      | Moldova | Tallinn, Estonia         |  |
|                                       |         | Raport |         | Stadion: A. Le Coq Arena |  |

| 13 noiembrie 2025Calificările CM 2026 | Moldova | v      | Italia | Chișinău, Moldova         |  |
|                                       |         | Raport |        | Stadion: Stadionul Zimbru |  |

| 16 noiembrie 2025Calificările CM 2026 | Israel | v      | Moldova | Debrecen, Ungaria          |  |
|                                       |        | Raport |         | Stadion: Nagyerdei Stadion |  |

## Lotul curent
Următorii jucători au fost convocați pentru meciurile Calificărilor Campionatului Mondial 2026 contra Israelului și Norvegiei din 5 și 9 septembrie 2025.
Selecții și goluri la data de 9 iunie 2025, după meciul contra Italiei.
| Nr. | Poz. | Jucător                | Data nașterii (vârsta)        | Selecții | Goluri | Club              |
| --- | ---- | ---------------------- | ----------------------------- | -------- | ------ | ----------------- |
| 12  | P    | Cristian Avram         | 27 iulie 1994 (31 de ani)     | 13       | 0      | Araz-Naxçıvan     |
| 23  | P    | Andrei Cojuhar         | 20 iulie 1999 (26 de ani)     | 3        | 0      | Veres Rivne       |
|     | P    | Nicolae Cebotari       | 24 mai 1997 (28 de ani)       | 1        | 0      | Zimbru Chișinău   |
|     | P    | Emil Tîmbur            | 21 iulie 1997 (28 de ani)     | 1        | 0      | Milsami Orhei     |
|     |      |                        |                               |          |        |                   |
| 2   | F    | Oleg Reabciuk          | 16 ianuarie 1998 (27 de ani)  | 57       | 0      | Spartak Moscova   |
| 3   | F    | Ion Borș               | 25 iulie 2002 (23 de ani)     | 0        | 0      | Petrocub Hîncești |
| 4   | F    | Vladislav Baboglo      | 14 noiembrie 1998 (26 de ani) | 19       | 2      | Karpatî Liov      |
| 13  | F    | Andrei Motoc           | 13 decembrie 2002 (22 de ani) | 1        | 0      | Atena Kallithea   |
| 14  | F    | Mihail Ștefan          | 7 august 2001 (24 de ani)     | 0        | 0      | Zimbru Chișinău   |
| 19  | F    | Daniel Dumbrăvanu      | 22 iulie 2001 (24 de ani)     | 6        | 0      | CFR Cluj          |
| 20  | F    | Sergiu Plătică         | 9 iunie 1991 (34 de ani)      | 52       | 0      | Petrocub Hîncești |
|     | F    | Artur Crăciun          | 29 iunie 1998 (27 de ani)     | 33       | 0      | ŁKS Łódź          |
|     | F    | Iurie Iovu             | 6 iulie 2002 (23 de ani)      | 4        | 0      | Dundee United     |
|     |      |                        |                               |          |        |                   |
| 6   | M    | Cristian Dros          | 15 aprilie 1998 (27 de ani)   | 16       | 0      |                   |
| 7   | M    | Artur Ioniță (căpitan) | 17 august 1990 (35 de ani)    | 77       | 5      | Triestina         |
| 8   | M    | Nichita Moțpan         | 17 iulie 2001 (24 de ani)     | 28       | 3      | Fakel Voronej     |
| 11  | M    | Mihail Caimacov        | 22 iulie 1998 (27 de ani)     | 35       | 3      | Slaven Belupo     |
| 16  | M    | Victor Stînă           | 20 martie 1998 (27 de ani)    | 25       | 3      | Zimbru Chișinău   |
| 18  | M    | Ștefan Bodișteanu      | 1 februarie 2003 (22 de ani)  | 4        | 0      | Botoșani          |
| 21  | M    | Sergiu Perciun         | 23 aprilie 2006 (19 ani)      | 2        | 0      | Torino            |
|     | M    | Vadim Rață             | 5 mai 1993 (32 de ani)        | 56       | 3      | Argeș Pitești     |
|     | M    | Dan Pușcaș             | 1 iunie 2001 (24 de ani)      | 2        | 0      | Petrocub Hîncești |
|     | M    | Victor Bogaciuc        | 17 octombrie 1999 (25 de ani) | 12       | 2      | Petrocub Hîncești |
|     |      |                        |                               |          |        |                   |
| 9   | A    | Ion Nicolaescu         | 7 septembrie 1998 (26 de ani) | 53       | 17     | Maccabi Tel Aviv  |
| 17  | A    | Virgiliu Postolachi    | 17 martie 2000 (25 de ani)    | 29       | 1      | CFR Cluj          |
|     | A    | Maxim Cojocaru         | 13 ianuarie 1998 (27 de ani)  | 30       | 1      | Petrocub Hîncești |

### Convocări recente
Următorii jucători au fost convocați în ultimele 12 luni.
| Poz. | Jucător              | Data nașterii (vârsta)         | Selecții | Goluri | Club                  | Ultima convocare                |
| ---- | -------------------- | ------------------------------ | -------- | ------ | --------------------- | ------------------------------- |
| P    | Victor Străistari    | 21 iunie 1999 (26 de ani)      | 0        | 0      | Sheriff Tiraspol      | v. Italia, 9 iunie 2025         |
| P    | Dumitru Celeadnic    | 23 aprilie 1992 (33 de ani)    | 11       | 0      | Ordabasî              | v. Polonia, 6 iunie 2025        |
|      |                      |                                |          |        |                       |                                 |
| F    | Veaceslav Posmac     | 7 noiembrie 1990 (34 de ani)   | 74       | 2      |                       | v. Italia, 9 iunie 2025         |
| F    | Victor Mudrac        | 3 martie 1994 (31 de ani)      | 23       | 1      | Ordabasî              | v. Italia, 9 iunie 2025         |
| F    | Ioan-Călin Revenco   | 26 iunie 2000 (25 de ani)      | 25       | 1      | Tatran Prešov         | v. Italia, 9 iunie 2025         |
| F    | Denis Marandici      | 18 septembrie 1996 (28 de ani) | 14       | 0      | Turan Tovuz           | v. Andorra, 16 noiembrie 2024   |
|      |                      |                                |          |        |                       |                                 |
| M    | Ștefan Bîtca         | 27 septembrie 2005 (19 ani)    | 0        | 0      | Zimbru Chișinău       | v. Italia, 9 iunie 2025         |
| M    | Vicu Bulmaga         | 5 iulie 2003 (22 de ani)       | 0        | 0      | Isloch Minsk          | v. Polonia, 6 iunie 2025        |
| M    | Teodor Lungu         | 12 iunie 1995 (30 de ani)      | 1        | 0      | Petrocub Hîncești     | v. Estonia, 25 martie 2025      |
| M    | Dmitri Mandrîcenco   | 13 mai 1997 (28 de ani)        | 8        | 1      | Dinamo Batumi         | v. Gibraltar, 19 noiembrie 2024 |
| M    | Corneliu Cotogoi     | 23 iunie 2001 (24 de ani)      | 6        | 0      | 1599 Șelimbăr         | v. Gibraltar, 19 noiembrie 2024 |
| M    | Daniel Danu          | 26 august 2002 (22 de ani)     | 1        | 0      | CSM Olimpia Satu Mare | v. Gibraltar, 19 noiembrie 2024 |
| M    | Serafim Cojocari ACC | 7 ianuarie 2001 (24 de ani)    | 11       | 0      | Zimbru Chișinău       | v. Andorra, 10 octombrie 2024   |
|      |                      |                                |          |        |                       |                                 |
| A    | Vitalie Damașcan     | 24 ianuarie 1999 (26 de ani)   | 44       | 5      |                       | v. Italia, 9 iunie 2025         |
| A    | Alexandru Boiciuc    | 21 august 1997 (27 de ani)     | 12       | 0      | Concordia Chiajna     | v. Estonia, 25 martie 2025      |

## Antrenori
Actualizat la 9 iunie 2025.
| Perioadă  | Antrenor                      | Meciuri | Victorii | Remize | Înfrângeri | % Victorii |
| 1991–1992 | Ion Caras                     | 2       | 0        | 1      | 1          | 0%         |
| 1992      | Eugen Piunovschi              | 5       | 3        | 0      | 2          | 60%        |
| 1992–1997 | Ion Caras                     | 27      | 5        | 3      | 19         | 18.52%     |
| 1998–1999 | Ivan Danilianț                | 14      | 2        | 7      | 5          | 14.29%     |
| 1999–2001 | Alexandru Mațiura (interimar) | 17      | 4        | 4      | 9          | 23.53%     |
| 2001      | Alexandru Spiridon            | 4       | 1        | 0      | 3          | 25%        |
| 2002–2006 | Viktor Pasulko                | 35      | 7        | 8      | 20         | 20%        |
| 2006–2007 | Anatol Teslev                 | 6       | 1        | 2      | 3          | 16.67%     |
| 2007–2009 | Igor Dobrovolski              | 30      | 7        | 9      | 14         | 23.33%     |
| 2010–2011 | Gabi Balint                   | 18      | 5        | 2      | 11         | 27.78%     |
| 2012–2014 | Ion Caras                     | 24      | 5        | 6      | 13         | 22.22%     |
| 2014–2015 | Alexandru Curtianu            | 10      | 0        | 4      | 6          | 0%         |
| 2015      | Ștefan Stoica (interimar)     | 3       | 0        | 0      | 3          | 0%         |
| 2015–2018 | Igor Dobrovolski              | 18      | 2        | 5      | 11         | 11.11%     |
| 2018–2019 | Alexandru Spiridon            | 16      | 3        | 5      | 8          | 18.75%     |
| 2019      | Semion Altman                 | 4       | 0        | 0      | 4          | 0%         |
| 2019–2020 | Engin Fırat                   | 11      | 0        | 2      | 9          | 0%         |
| 2021      | Roberto Bordin                | 12      | 1        | 1      | 10         | 8.33%      |
| 2021–     | Serghei Cleșcenco             | 36      | 12       | 8      | 16         | 33.33%     |

## Jucători

### Cei mai selecționați jucători
Actualizat la 9 iunie 2025.
| #  | Nume               | Selecții | Goluri | Carieră      |
| -- | ------------------ | -------- | ------ | ------------ |
| 1  | Alexandru Epureanu | 100      | 7      | 2006–2021    |
| 2  | Igor Armaș         | 83       | 6      | 2008–2023    |
| 3  | Victor Golovatenco | 79       | 3      | 2004–2017    |
| 4  | Artur Ioniță       | 77       | 5      | 2009–prezent |
| 5  | Veaceslav Posmac   | 74       | 2      | 2013–prezent |
| 5  | Radu Rebeja        | 74       | 2      | 1991–2008    |
| 7  | Serghei Cleșcenco  | 69       | 11     | 1991–2006    |
| 8  | Eugeniu Cebotaru   | 68       | 1      | 2007–2020    |
| 9  | Alexandru Gațcan   | 63       | 5      | 2005–2018    |
| 10 | Alexandru Suvorov  | 59       | 5      | 2006–2020    |

### Golgheteri
| # | Nume               | Goluri | Selecții | Carieră      |
| - | ------------------ | ------ | -------- | ------------ |
| 1 | Ion Nicolaescu     | 17     | 53       | 2018–prezent |
| 2 | Serghei Cleșcenco  | 11     | 69       | 1991–2006    |
| 3 | Serghei Rugaciov   | 9      | 52       | 1996–2007    |
| 4 | Sergiu Dadu        | 8      | 30       | 2002–2013    |
| 4 | Iurie Miterev      | 8      | 36       | 1992–2006    |
| 4 | Igor Bugaiov       | 8      | 54       | 2007–2017    |
| 7 | Eugen Sidorenco    | 7      | 35       | 2010–2019    |
| 7 | Viorel Frunză      | 7      | 37       | 2002–2015    |
| 7 | Radu Gînsari       | 7      | 47       | 2012–2022    |
| 7 | Alexandru Epureanu | 7      | 100      | 2006–2021    |

## Rezultatele Moldovei contra tuturor adversarilor
Actualizat după meciul contra Italiei din 9 iunie 2025.
| Adversar                   | Meciuri | Victorii | Remize | Înfrângeri | GM  | GP  | GD   | % Victorii |
| -------------------------- | ------- | -------- | ------ | ---------- | --- | --- | ---- | ---------- |
|                            |         |          |        |            |     |     |      |            |
| Albania                    | 7       | 0        | 2      | 5          | 3   | 15  | −12  | 0          |
| Andorra                    | 10      | 7        | 2      | 1          | 13  | 4   | +9   | 70         |
| Armenia                    | 5       | 1        | 3      | 1          | 7   | 5   | +2   | 20         |
| Austria                    | 9       | 1        | 1      | 7          | 4   | 15  | −11  | 11,11      |
| Azerbaidjan                | 12      | 4        | 5      | 3          | 10  | 8   | +2   | 33,33      |
| Belarus                    | 9       | 2        | 4      | 3          | 7   | 10  | −3   | 22,22      |
| Bosnia și Herțegovina      | 2       | 1        | 1      | 0          | 3   | 2   | +1   | 50         |
| Bulgaria                   | 2       | 0        | 0      | 2          | 1   | 7   | −6   | 0          |
| Camerun                    | 1       | 0        | 0      | 1          | 0   | 1   | −1   | 0          |
| Canada                     | 1       | 0        | 1      | 0          | 1   | 1   | +0   | 0          |
| Insulele Cayman            | 1       | 1        | 0      | 0          | 4   | 0   | +4   | 1000       |
| Congo                      | 1       | 1        | 0      | 0          | 3   | 1   | +2   | 1000       |
| Croația                    | 2       | 0        | 0      | 2          | 0   | 2   | −2   | 0          |
| Cipru                      | 2       | 1        | 0      | 1          | 5   | 5   | +0   | 50         |
| Cehia                      | 4       | 0        | 1      | 3          | 0   | 10  | −10  | 0          |
| Danemarca                  | 2       | 0        | 0      | 2          | 0   | 12  | −12  | 0          |
| El Salvador                | 1       | 0        | 0      | 1          | 0   | 2   | −2   | 0          |
| Anglia                     | 4       | 0        | 0      | 4          | 0   | 16  | −16  | 0          |
| Estonia                    | 6       | 1        | 1      | 4          | 3   | 6   | −3   | 16,67      |
| Insulele Feroe             | 4       | 1        | 2      | 1          | 4   | 4   | +0   | 25         |
| Finlanda                   | 4       | 1        | 1      | 2          | 5   | 7   | −2   | 25         |
| Franța                     | 2       | 0        | 0      | 2          | 2   | 6   | −4   | 0          |
| Georgia                    | 12      | 4        | 4      | 4          | 14  | 17  | −3   | 33,33      |
| Germania                   | 4       | 0        | 0      | 4          | 3   | 18  | −15  | 0          |
| Gibraltar                  | 1       | 0        | 1      | 0          | 1   | 1   | +0   | 0          |
| Grecia                     | 7       | 0        | 1      | 6          | 2   | 13  | −11  | 0          |
| Ungaria                    | 7       | 1        | 2      | 4          | 6   | 10  | −4   | 14,29      |
| Islanda                    | 2       | 0        | 0      | 2          | 1   | 5   | −4   | 0          |
| Indonezia                  | 1       | 1        | 0      | 0          | 2   | 1   | +1   | 1000       |
| Irak                       | 1       | 0        | 0      | 1          | 0   | 1   | −1   | 0          |
| Israel                     | 8       | 0        | 3      | 5          | 6   | 14  | −8   | 0          |
| Italia                     | 6       | 0        | 0      | 6          | 2   | 17  | −15  | 0          |
| Coasta de Fildeș           | 1       | 0        | 0      | 1          | 1   | 2   | −1   | 0          |
| Iordania                   | 2       | 1        | 0      | 1          | 2   | 1   | +1   | 50         |
| Kazahstan                  | 7       | 3        | 1      | 3          | 6   | 7   | −1   | 42,86      |
| Kosovo                     | 2       | 0        | 1      | 1          | 1   | 2   | −1   | 0          |
| Kârgâzstan                 | 1       | 1        | 0      | 0          | 2   | 1   | +1   | 1000       |
| Letonia                    | 5       | 2        | 0      | 3          | 9   | 11  | −2   | 40         |
| Liechtenstein              | 4       | 2        | 1      | 1          | 5   | 2   | +3   | 50         |
| Lituania                   | 8       | 2        | 4      | 2          | 9   | 11  | −2   | 25         |
| Luxemburg                  | 6       | 1        | 4      | 1          | 3   | 6   | −3   | 16,67      |
| Malta                      | 9       | 4        | 3      | 2          | 9   | 7   | +2   | 44,44      |
| Muntenegru                 | 4       | 1        | 0      | 3          | 5   | 7   | −2   | 25         |
| Țările de Jos              | 4       | 0        | 0      | 4          | 1   | 9   | −8   | 0          |
| Macedonia de Nord          | 4       | 0        | 4      | 0          | 4   | 4   | +0   | 0          |
| Irlanda de Nord            | 2       | 0        | 2      | 0          | 2   | 2   | +0   | 0          |
| Norvegia                   | 6       | 0        | 1      | 5          | 1   | 11  | −10  | 0          |
| Pakistan                   | 1       | 1        | 0      | 0          | 5   | 0   | +5   | 1000       |
| Polonia                    | 9       | 1        | 2      | 6          | 6   | 15  | −9   | 11,11      |
| Portugalia                 | 1       | 0        | 0      | 1          | 0   | 3   | −3   | 0          |
| Qatar                      | 1       | 0        | 1      | 0          | 1   | 1   | +0   | 0          |
| Republica Irlanda          | 2       | 0        | 0      | 2          | 1   | 5   | −4   | 0          |
| România                    | 4       | 0        | 0      | 4          | 2   | 15  | −13  | 0          |
| Rusia                      | 4       | 0        | 2      | 2          | 2   | 4   | −2   | 0          |
| San Marino                 | 9       | 9        | 0      | 0          | 18  | 0   | +18  | 1000       |
| Arabia Saudită             | 2       | 1        | 0      | 1          | 4   | 3   | +1   | 50         |
| Scoția                     | 4       | 0        | 1      | 3          | 1   | 6   | −5   | 0          |
| Serbia                     | 2       | 0        | 0      | 2          | 0   | 6   | −6   | 0          |
| Slovacia                   | 3       | 1        | 0      | 2          | 4   | 5   | −1   | 33,33      |
| Slovenia                   | 4       | 0        | 0      | 4          | 1   | 10  | −9   | 0          |
| Coreea de Sud              | 2       | 0        | 0      | 2          | 0   | 5   | −5   | 0          |
| Sudan                      | 1       | 1        | 0      | 0          | 2   | 1   | +1   | 1000       |
| Suedia                     | 9       | 0        | 0      | 9          | 4   | 24  | −20  | 0          |
| Elveția                    | 3       | 0        | 0      | 3          | 1   | 6   | −5   | 0          |
| Turcia                     | 12      | 0        | 2      | 10         | 3   | 31  | −28  | 0          |
| Uganda                     | 1       | 0        | 0      | 1          | 2   | 3   | −1   | 0          |
| Ucraina                    | 6       | 0        | 2      | 4          | 3   | 10  | −7   | 0          |
| Emiratele Arabe Unite      | 1       | 0        | 0      | 1          | 2   | 3   | −1   | 0          |
| Statele Unite ale Americii | 2       | 0        | 1      | 1          | 1   | 4   | −3   | 0          |
| Venezuela                  | 1       | 0        | 0      | 1          | 0   | 4   | −4   | 0          |
| Țara Galilor               | 4       | 1        | 0      | 3          | 3   | 9   | −6   | 25         |
| Total                      | 293     | 60       | 67     | 166        | 238 | 492 | −254 | 20,48      |